# Zelotes grovus
Zelotes grovus är en spindelart som beskrevs av Norman I. Platnick och Mohammad U. Shadab 1983. Zelotes grovus ingår i släktet Zelotes och familjen plattbuksspindlar. Inga underarter finns listade i Catalogue of Life.